# BB Minaqua Novi Sad
BB Minaqua Novi Sad (code BELEX : BBMN) est une entreprise serbe qui a son siège social à Novi Sad, dans la province de Voïvodine. Elle est spécialisée dans les boissons non alcoolisées.

## Histoire
En 1897, a été découverte une eau minérale particulièrement iodée, dont l'usage fut approuvé pour la composition de boissons non alcoolisés. En 1911, cette eau, connue sous le nom d' eau de François-Joseph, obtint diverses récompenses aux foires de Rome, de Paris et de Londres. Après la Seconde Guerre mondiale, cette eau fut vendue sous le nom d'Eau minérale de Novi Sad et, en 1972, après la construction de nouvelles installations, sous le nom de Minaqua. En 1999, l'entreprise a été transformée en société par actions.
BB Minaqua Novi Sad a été admise au libre marché de la Bourse de Belgrade le 30 août 2004 ; elle en a été exclue le 24 mai 2013.

## Activités
La société BB Minaqua est spécialisée dans la production d'eaux minérales et de boissons non alcoolisées. Sa gamme de produits inclut des eaux gazeuses ou plates vendues sous les marques Minaqua et Minaqua Life,, des sodas au citron, à l'orange, à la mandarine et à la cerise vendus sous la marque Fructo et des boissons iodées à la pomme et à la cerise vendues sous la marque Jodi.

## Données boursières
Le 24 mai 2013, lors de sa dernière cotation, l'action de BB Minaqua Novi Sad valait 5 950 RSD (51,89 EUR). Elle a connu son cours le plus élevé, soit 50 000 RSD (436,10 EUR), le 27 décembre 2007 et son cours le plus bas, soit 236 RSD (2,05 EUR), le 10 mars 2003.